# 1909年格兰德艾尔飓风
1909年格兰德艾尔飓风（英語：1909 Grand Isle hurricane）是一场规模庞大且致命的大型飓风，在古巴各地和墨西哥湾北岸造成重大破坏，夺走至少400条人命。气旋于1909年9月13日在伊斯帕尼奥拉岛经热带扰动发展成型，起初在朝西北偏西的牙买加前进期间缓慢增强，于两天后达到热带风暴强度并转向西北逼近古巴。9月16日，气旋强度达到现代萨菲尔-辛普森飓风等级下的一级飓风标准，再进一步增强至持续风速每小时155公里强度后于9月18日登陆古巴比那尔德里奥省。风暴一度在陆地上空减弱，但很快又在墨西哥湾上空重新增强，于次日达到风力时速195公里的最高强度。接下来飓风在小幅减弱后加快移动速度，于9月21日从路易斯安那州格兰德艾尔附近登陆。气旋进入陆地上空后急剧减弱，最终于次日在密苏里州上空逐渐消散。
风暴引起的狂风巨浪在古巴夺走29条人命，除此以外加勒比地区基本未受影响。美国的路易斯安那州和密西西比州遭受重大破坏，两州确知有371人死亡，刷新美国历史上最六致命的飓风纪录，但之后已被另外五个热带气旋超越。路易斯安那州沿海地区出现强烈风暴潮，一直向内陆行进3.2公里远，将5000人的住房摧毁。各灾区另外还有成千上万的民宅失去屋顶，电报通信陷入瘫痪。整场飓风沿途一共造成价值1100万美元的破坏。

## 气象历史
格兰德艾尔飓风的源头是1909年9月初西大西洋上空的热带扰动。受亚速尔群岛和不列颠群岛上空的强烈高气压影响，天气系统在逼近小安的列斯群岛期间逐渐强化。9月10日，加勒比地区东部多个岛屿的气压下降，表明热带扰动正从当地经过。据美国国家飓风中心的大西洋飓风数据库记载，系统于9月13日在伊斯帕尼奥拉岛南面的加勒比海发展成热带低气压。但是，气象学家何塞·费尔南德斯-帕塔加斯（José Fernández Partagás）称系统直到9月14日才形成热带气旋应该具备的闭合环流，所以此时尚不属热带气旋:13。低气压朝西北偏西移动，掠过海地沿海地区后于9月15日在牙买加西北近海达到热带风暴标准。
成为热带风暴后，气旋的移动速度放缓并略朝西北转向逼近古巴西部的比那尔德里奥省。9月16日，风暴的持续风速达到每小时120公里，在现代萨菲尔-辛普森飓风等级下已达一级飓风强度。气旋以每小时6.4至9.7公里的速度缓慢移动并逐渐增强，估计风暴中心于9月18日晚登陆比那尔德里奥省，登陆时的风力时速为每小时155公里，当地测得976毫巴（百帕，28.82英寸汞柱）气压值。9月17日下午15点至19点，飓风的风眼用四小时经过曼塔（Manta）上空:12。
气旋进入古巴西部上空后略有减弱，但进入墨西哥湾后又稳步强化，到9月19日已达二级飓风强度，移动速度也有提升。当天清晨，风暴经进一步强化达到风力时速195公里的最高强度，已属三级飓风标准。下午，路易斯安那州和密西西比州的记录表明飓风的外围雨带已在当地产生零星降水。

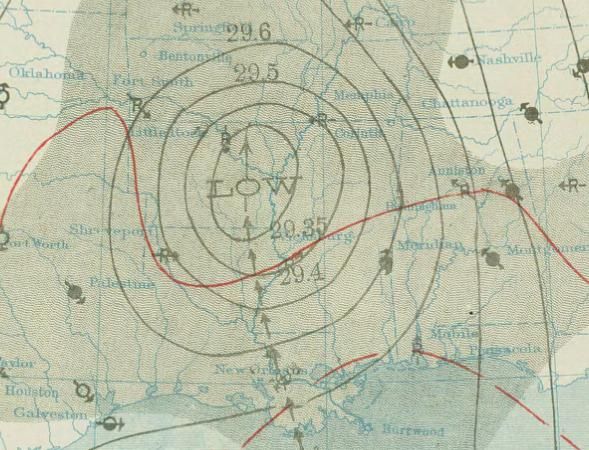
9月21日风暴位于陆地上空的地面天气分析图

据气象机构估算，飓风中心于9月21日清晨以持续风速每小时185公里强度从路易斯安那州格兰德艾尔附近登陆，当地测得952毫巴（百帕，28.11英寸汞柱）气压，这也是正式纪录中风暴的最低气压。有气象学家在分析后认为气旋登陆时的强度达到四级飓风标准，最低气压低至931毫巴（百帕，27.49英寸汞柱）。但上述气压值并非直接测得，而是根据气旋引发的风暴潮估算得出。不过，之后的研究认定风暴的最高风速也没有超过每小时185公里。此时飓风的最大风速半径约为51公里，覆盖范围估计有602公里宽。气旋进入陆地上空后迅速减弱，不到12小时就弱化成热带风暴，然后又在密苏里州南部上空消退成热带低气压。风暴残留最终于9月22日同美国中西部上空的低压槽合并，之后便不知所踪。

## 影响

### 古巴
飓风在古巴西部产生狂风暴雨，当地的24小时最高降雨量达200毫米，所测最高风速则为每小时95公里。古巴西部许多建筑受到严重破坏，还有大片桔林的果实失落。风暴激起的强烈涌浪致使多艘船只搁浅。:11比那尔德里奥省的损失总额估计为100万美元。气旋令海上波涛汹涌，导致“尼古拉斯·卡斯蒂娜号”（Nicholas Castina）汽船在松岛附近的古巴近海沉没，至少有29人葬身大海，其中包括两名乘客和27名船员。

### 美国
飓风来袭前，美国国家气象局发出多份飓风警告。风暴经过古巴西部后，佛罗里达州大部分墨西哥湾沿岸地区收到警告，海湾内及准备出海的船只收到通知，建议返回港口躲避。接下来墨西哥湾北岸收到警告，以便居民在气旋来袭前撤离。

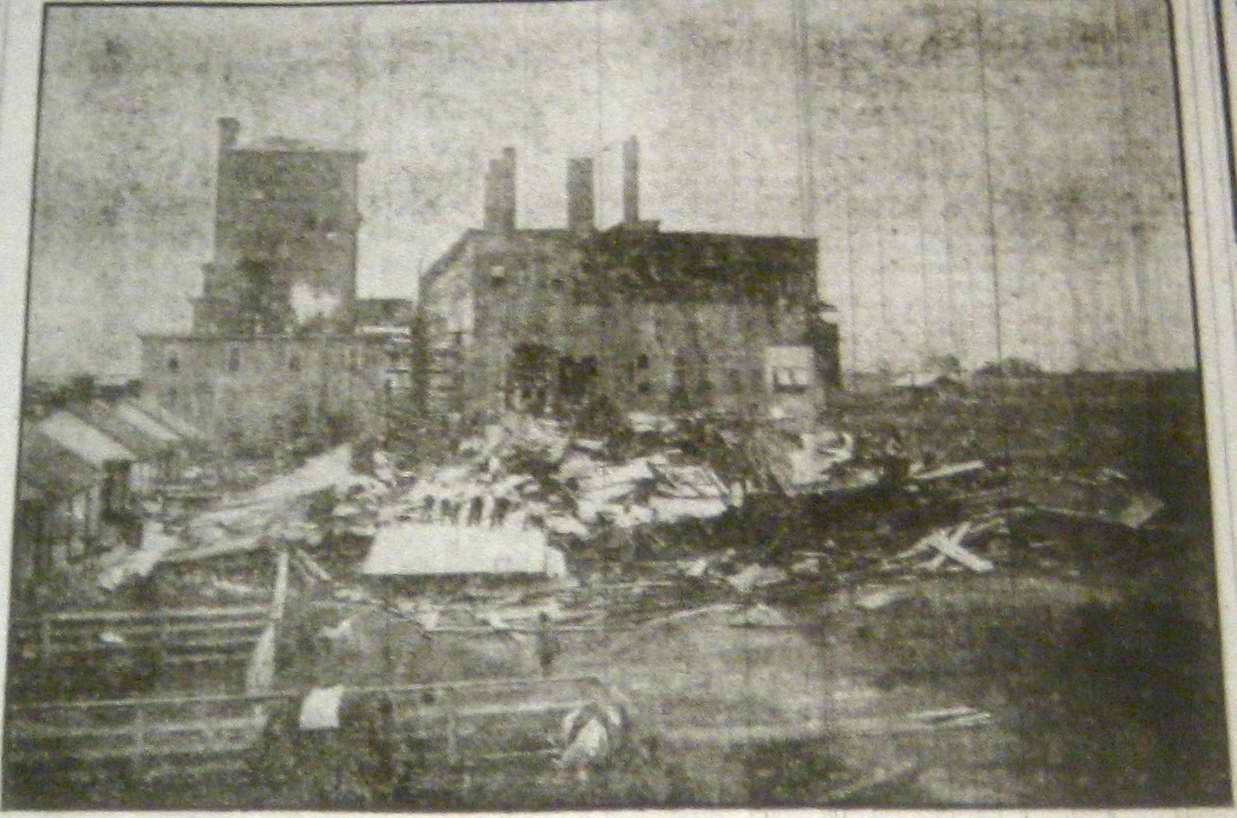
路易斯安那州的格拉梅西炼油厂被飓风摧毁

美国墨西哥湾沿岸地区受到风暴重创，至少有371人遇难，并且这还是相当保守的估计数字，实际死亡人数可能永远都无法确知。已知的死难者中353人是在路易斯安那州丧生，剩下的18人则是在密西西比州。1909年格兰德艾尔飓风至此刷新美国历史上第六致命的风暴纪录，之后虽有另外五场飓风超越，但截至2016年12月依然可以在所有袭击美国的热带气旋中排到第11位。路易斯安那州和密西西比州各地的损失数额估计至少有1000万美元（1909年美元）。

#### 路易斯安那州
气旋在新奥尔良构成严重破坏，大量民房被毁，许多船只失事。大部分电报线路断裂，市内通信完全中断。9月21日下午15点左右，美国国家气象局驻新奥尔良办事处停止发布公告，引发外界对该市灾情的担忧。办事处在通信中断前发出报告，称密西西比河沿岸波浪超过0.9米高，新奥尔良境内河段水位可能达到前所未有的高度。受密西西比河河水回流影响，多个湖泊泛滥成灾，将附近的低地淹没。随之而来的洪灾将部分地区淹没，水深达到三米:13，洪灾严重程度同近百年后的2005年飓风卡特里娜类似。但由于受灾地区此时的住房数量很少，因此洪灾造成的破坏程度远不及卡特里娜。一度有报导声称新奥尔良的法国区被“卷走”，事后证实这只是虚惊一场。新奥尔良及今西巴吞鲁日堂区近海共有306艘煤炭驳船沉没，损失超过100万美元。新奥尔良至巴吞鲁日之间几乎所有的甘蔗种植园都受到破坏，损失数额至少有100万美元。
部分民居在狂风下与地基脱离，甚至被风带到别的地方。州内多个城镇的电报通讯中断，风暴来袭期间几乎马上就同外界失去联系。风暴登陆点附近出现4.6米高的风暴潮，向内陆行进3.2公里远，将约5000人的家园摧毁。路易斯安那州东南部受灾最为严重，至少有300人丧生。许多正在密西西比河或墨西哥湾划船的人对气旋每小时130公里的强劲风速猝不及防，正式纪录中估计这些人基本无一生还。路易斯安那州和德克萨斯州边界附近估计有三分之二尚未收割的水稻毁于一旦，单巴吞鲁日的损失总额估计就达290万美元。据美国国家海洋和大气管理局统计，整个路易斯安那州共有353人遇难。该州在飓风期间的最高降雨量达到340毫米。

#### 其他地区

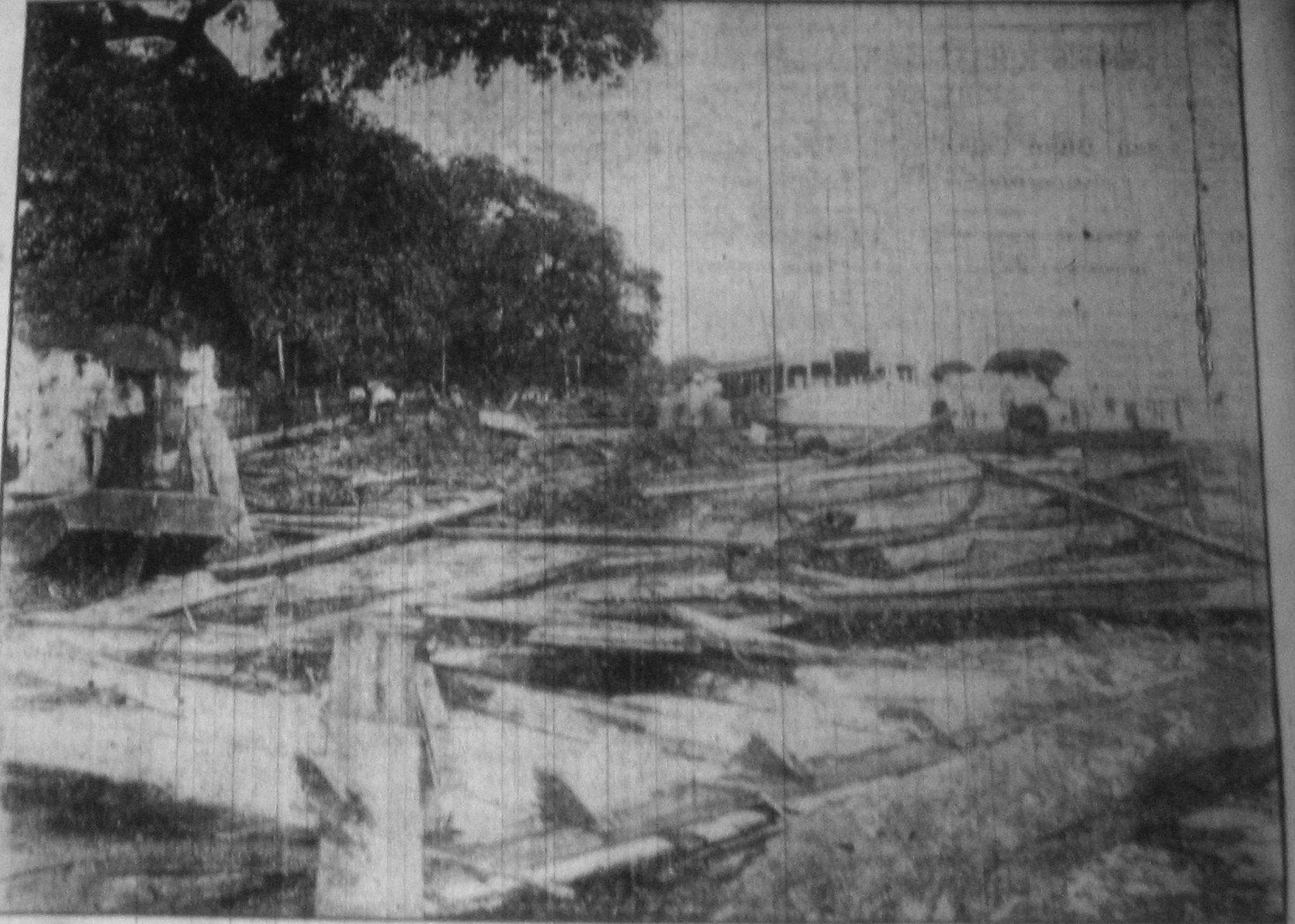
密西西比州比洛克西被摧毁的民房

密西西比州有许多城镇发生洪灾，至少有18人死亡。纳奇兹和华盛顿县县城格林维尔（Greenville）几乎被飓风摧毁。纳奇纳的风速达到每小时80公里，将部分房屋的屋顶刮落，当地发电站被迫关闭，城区陷入一片黑暗。通讯线路同样中断，导致市区同周边失去联系，比洛克西湾跨海大桥被大浪吞没，风暴期间一度有报导认为桥已被摧毁。之后的事实证明大桥得以经受住飓风的考验，但还是有一人在过桥时被水卷走而遇难。初步估计认为比洛克西的损失数额约为四至五万美元。密西西比州一段长6.4公里的海滩上所有的民宅和91米长的电车电缆都被风暴潮摧毁。更北面的杰克逊同样通讯中断，落成不久的州议会大厦的圆顶也被狂风摧毁，该市还有两人被倒塌的墙壁砸死。气旋经过期间，密西西比州的最高降雨量为178毫米。
时速97公里的大风对佛罗里达州彭萨科拉境内及其周边地区构成一定程度破坏。风暴激起的大浪把当地码头一艘名为“罗曼诺夫号”（Romanoff）的船推倒。彭萨科拉西岸近海有两艘运载木材的驳船沉没，另外多艘驳船运送的货物失落。强劲的涌浪将许多小船摧毁，另据《纽约时报》记载，部分小船被大浪砸得“粉碎”。风暴残留在更偏内陆的美国中部部分地区降下小到中雨，阿肯色州的最高降雨量为81毫米，密苏里州65毫米，肯塔基州58毫米。路易维尔至纳什维尔间约40公里的铁轨及伊利诺伊州中部约13公里的铁轨被气旋残留引发的洪灾冲毁。

## 善后

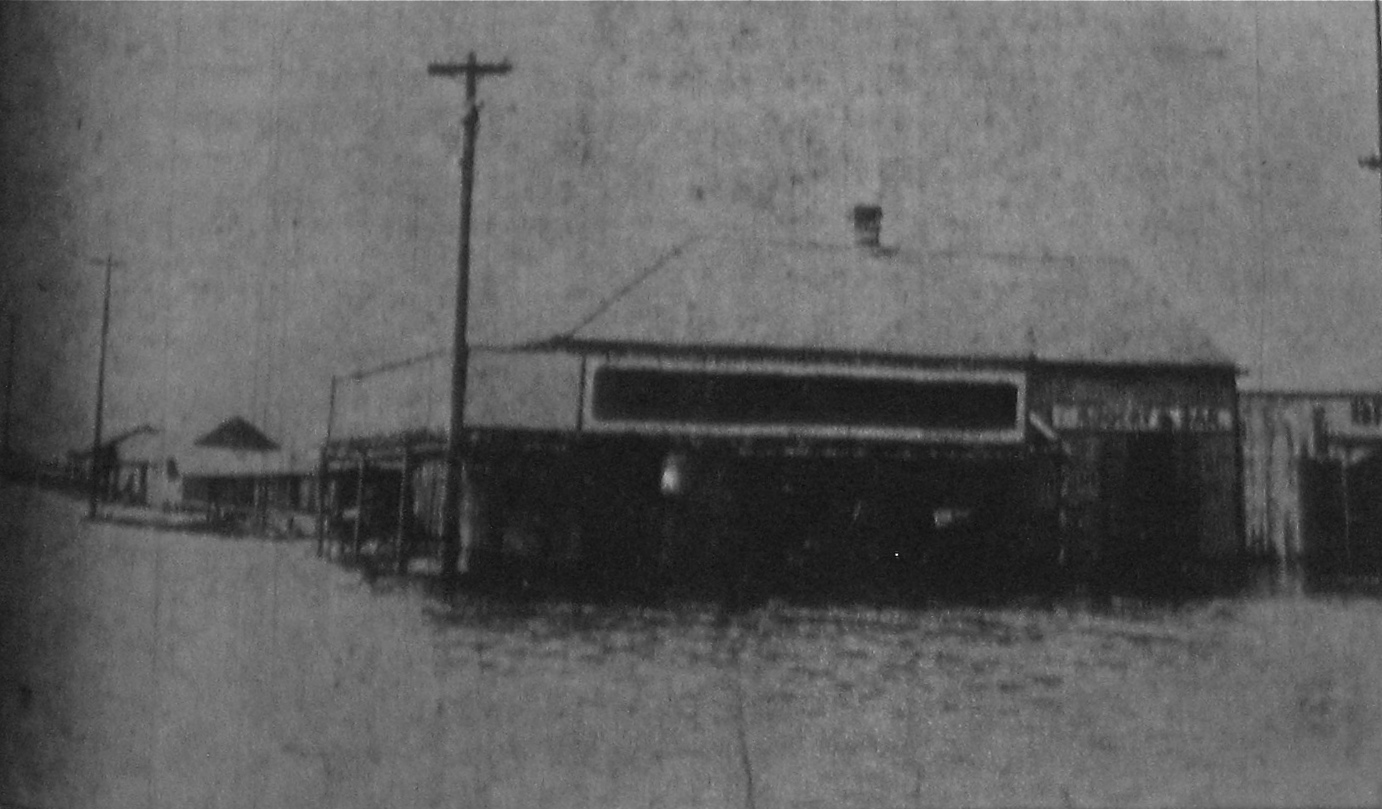
新奥尔良庞恰特雷恩湖畔这家杂货店被1.2米的洪水淹没

虽然飓风在美国夺走370多条人命，但美国国家气象局之前发布的警告依然“堪称无价”，许多生命因此获救。9月21日风暴登陆后，搜救工作于9月22日从路易斯安那州霍玛附近启动。到了9月25日，已有价值数千美元的物资送到幸存者手上。但风暴过去四天后，依然有许多受到重创的区域尚未获得政府或美国陆军任何援助。路易斯安那州联邦众议员罗伯特·布鲁萨德（Robert F. Broussard）向战争部发电报请求协助，但到9月27日都还没有得到答复。新闻报导起初主要关注气旋引起的大量人员伤亡，但在记者发现援助物资不足后，越来越多的媒体开始关注成百上千无家可归并且急需生存必需品的幸存者。飓风过去几天后，外界担心路易斯安那州南部大量棉花作物被毁会导致价格飙升，但1909年10月4日公布的报告显示实际损失程度远低于预期，所以棉花价格维持不变。另据2009年发布的报告统计，这场飓风共导致水稻和棉花分别损失35%和20%。
2002年，美国国家海洋和大气管理局根据风暴引发海啸的新闻报导将这场飓风加入全球海啸数据库。四年后，又有一份更加细致的研究认为气旋可能并没有引发海啸。进一步研究历史上的新闻报导后，学界认为海浪是在风暴过后才出现，因为这篇报导是1909年9月22日通过电报存档，正是飓风登陆次日，所以此前的研究应该是误以为报导是在这天发表。经过这次研究，气象学界认定气旋过后出现的大浪不属海啸，全球海啸数据库虽然仍有记载，但已说明并不可信。